# بيير كورني

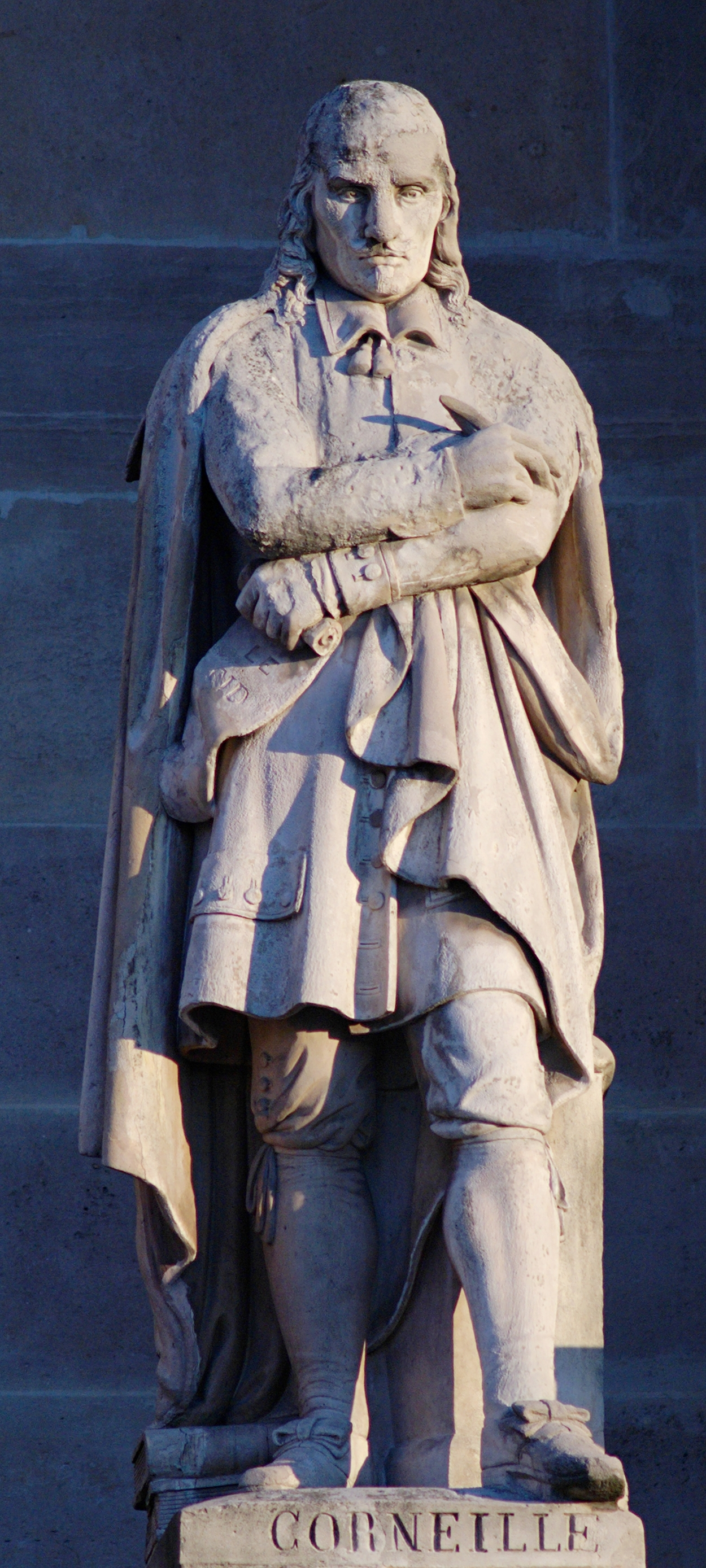
كورني في متحف اللوفر.

بيير كورني (1606 - 1684) (بالفرنسية: Pierre Corneille) شاعر مسرحي فرنسي كبير.

## مسيرة حياته

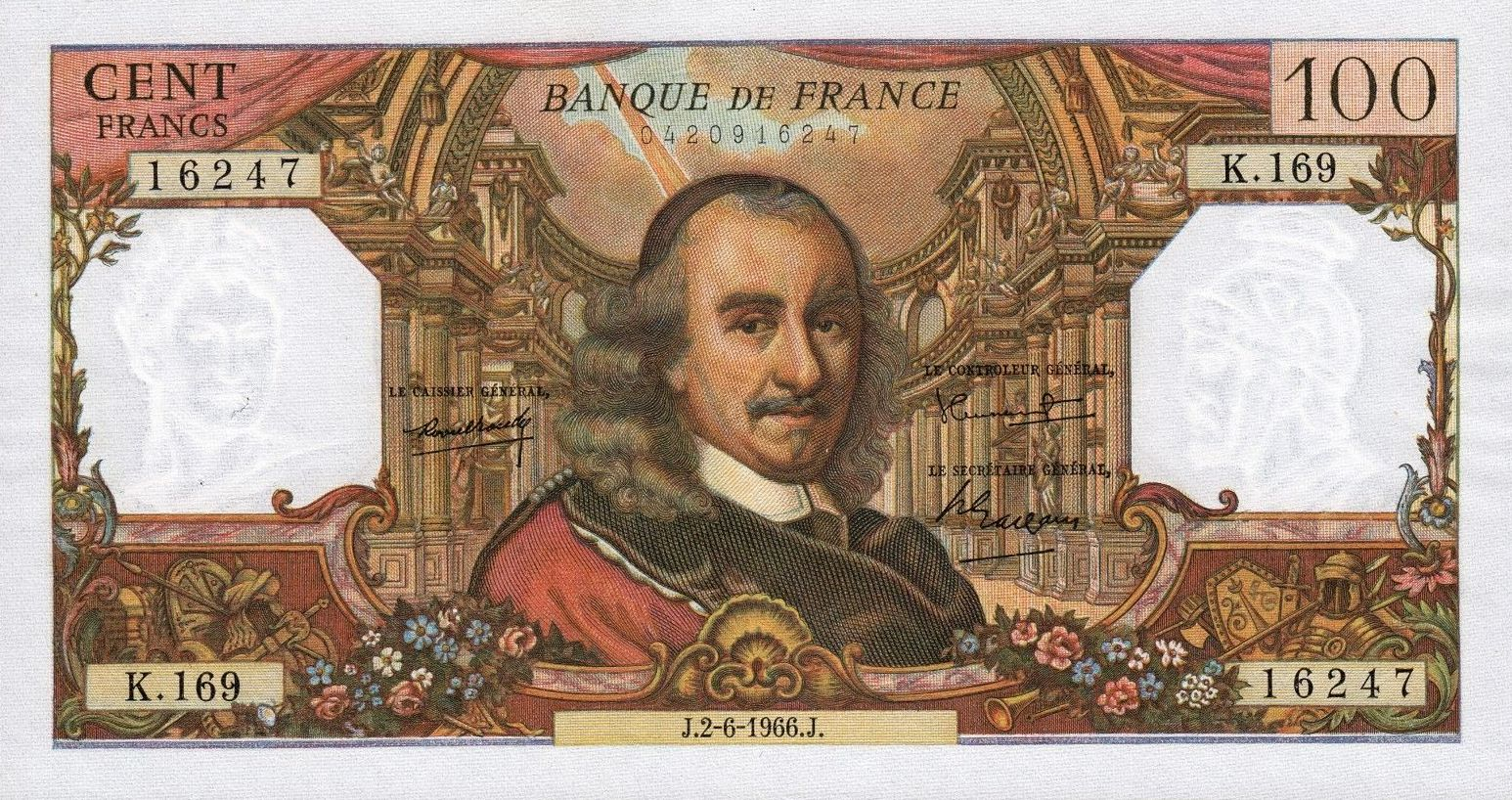
100 فرنك فرنسي 02/06/1966. نوع كورني.

ولد في روان يعتبر مبدع الفن المسرحي الكلاسيكي في فرنسا.
تعاطى المحاماة ثم تحول إلى الأدب فنظم مجموعات شعرية، ووضع عددا من المسرحيات التي أخذت تنتشر من عام 1630 منها ميليت، كليتندر، الأرملة، رواق القصر، التابعة ومن مسرحياته الهزلية المأساوية مثل السيد التي مثلت في أواخر عام 1636 وأقبل عليها المتفرجون بحماسة فائقة الوصف. ومن أروع ما كتبه أيضا:هوراس 1640،سينا 1641، بوليوكت 1642... وتعين عام 1647 عضوا في المجمع العلمي الفرنسي. ولقد تميز فنه بخصائص عدة جعلت منه فريدا بين أقرانه، من ذلك رهافة حسه في تلمس العنصر المأسوي، واستغلاله في شعره، وسعيه الدائم لاكتشاف الحبكة المثيرة والحركة لعواطف المتفرجين، وبراعته في خلق المواقف الحرجة التي تعيد إلى الحبكة تازمها وتعقدها، واهتداؤه إلى الخاتمة المفاجئة والمستحبة معا.ولئن عالج جميع أنواع المسرحيات، ووفق في التمثيليات الهزلية توفيقا ملحوظا، فقد أبرز في مآسية أبلغ صفحات الأدب مضمونا وأسلوبا، ومثل فيها الكلاسيكية الفرنسية في أصفى مظاهرها.

## أعماله
- 1629: Mélite[الفرنسية]
- 1631: Clitandre[الفرنسية]
- 1632: La Veuve[الفرنسية]
- 1633: Galerie du Palais
- 1634: La Suivante[الفرنسية]
- 1634: La Place Royale ou l'Amoureux extravagant[الفرنسية]
- 1635: Médée[الفرنسية]
- 1636: L'Illusion comique[الفرنسية]
- 1637: السيد
- 1640: هوراس
- 1642: Cinna[الفرنسية]
- 1642: Polyeucte[الفرنسية]
- 1644: Le Menteur[الفرنسية]
- 1643: La Mort de Pompée[الفرنسية]
- 1644: Rodogune[الفرنسية]
- 1645: La Suite du Menteur[الفرنسية]
- 1646: Théodore[الفرنسية]
- 1647: Héraclius[الفرنسية]
- 1649: Don Sanche d'Aragon[الفرنسية]
- 1650: Andromède[الفرنسية]
- 1651: Nicomède[الفرنسية]
- 1652: Pertharite
- 1659: أوديب (كورني)
- 1660: La Toison d'or[الفرنسية]
- 1662: Sertorius[الفرنسية]
- 1663: Sophonisbe
- 1664: Othon[الفرنسية]
- 1666: Agésilas[الفرنسية]
- 1667: Attila[الفرنسية]
- 1670: Tite et Bérénice[الفرنسية]
- 1671: Psyché (tragédie-ballet)[الفرنسية]
- 1672: Pulchérie
- 1674: Suréna

## روابط خارجية
- بيير كورني على موقع IMDb (الإنجليزية)
- بيير كورني على موقع الموسوعة البريطانية (الإنجليزية)
- بيير كورني على موقع ألو سيني (الفرنسية)
- بيير كورني على موقع ميوزك برينز (الإنجليزية)
- بيير كورني على موقع قاعدة بيانات برودواي على الإنترنت (الإنجليزية)
- بيير كورني على موقع إن إن دي بي (الإنجليزية)
- بيير كورني على موقع ديسكوغز (الإنجليزية)
- بيير كورني على موقع قاعدة بيانات الفيلم (الإنجليزية)
- بيير كورني على موقع كينوبويسك (الروسية)